# Scharhörn-Klasse
Die Scharhörn-Klasse ist eine Baureihe von drei im Bau befindlichen Mehrzweckschiffen für die Wasserstraßen- und Schifffahrtsverwaltung des Bundes.

## Hintergrund
Die Wasserstraßen- und Schifffahrtsverwaltung des Bundes unterhält aktuell (Stand: September 2023) vier Mehrzweckschiffe, die für verschiedene Aufgaben im Nord- und Ostseeraum eingesetzt werden, unter anderem zum Tonnenlegen, zur Brand- sowie zur Ölunfall- und Schadstoffbekämpfung und zum Notschleppen. Je zwei dieser durch das Reedereizentrum der Wasserstraßen- und Schifffahrtsverwaltung bereederten Mehrzweckschiffe sind in der Nord- und in der Ostsee stationiert.
| Schiffsname | Rufzeichen | Heimathafen   | Pfahlzug | Baujahr | Bild |
| ----------- | ---------- | ------------- | -------- | ------- | ---- |
| Scharhörn   | DGOQ       | Kiel          | 400 kN   | 1974    |      |
| Mellum      | DBPG       | Wilhelmshaven | 1100 kN  | 1984    |      |
| Neuwerk     | DBJM       | Cuxhaven      | 1113 kN  | 1998    |      |
| Arkona      | DBBU       | Stralsund     | 1000 kN  | 2005    |      |

Aufgrund des fortgeschrittenen Alters der Scharhörn und der Mellum wurde durch die Generaldirektion Wasserstraßen und Schifffahrt zunächst die Ersatzbeschaffung von zwei Einheiten ausgeschrieben. Gewinner der Ausschreibung war im Jahr 2019 die Abeking & Rasmussen Schiffs- und Yachtwerft SE (A&R) mit Sitz im niedersächsischen Lemwerder. Zusätzlich wurde eine Option zum Bau einer dritten Einheit vereinbart, die 2020 gezogen wurde und einen weiteren Neubau als Ersatz für die Neuwerk beinhaltete.

## Beschreibung
Die Schiffe haben eine Länge von 105 m und eine Breite von 20 m und sind damit deutlich größer als ihre Vorgänger. Sie werden über eine Besatzung von 16 Personen verfügen; zudem stehen Unterbringungsmöglichkeiten für 34 weitere Personen, welche je nach Mission eingeschifft werden können, zur Verfügung.
Für den Antrieb wird LNG als Brennstoff und ein Aggregat des Herstellers Rolls-Royce Power Systems der Baureihe B36:45L6AG zum Einsatz kommen, das eine Höchstgeschwindigkeit von min. 15 Knoten und einen Pfahlzug von min. 145 Tonnen ermöglichen soll. Um auch Arbeiten in kontaminierter Umgebung zu ermöglichen, verfügen die Schiffe über die Möglichkeit eines so genannten Gasschutzbetriebs. Dazu werden alle Schotten geschlossen und im Schiffsinneren ein geringer Überdruck erzeugt, der das Eindringen von schädlichen Gasen verhindert.
Die Schiffe erhalten eine Ausrüstung für die maritime Brandbekämpfung sowie ein Hubschrauberlandedeck.

## Bau
Der Bau der Schiffsrümpfe wurde von A&R an den Subunternehmer Western Baltija Shipbuilding in Klaipėda vergeben. Zur Endausrüstung werden sie dann zu A&R nach Lemwerder geschleppt. Die Kiellegung des Typschiffs erfolgte im September 2021. Geplante Ablieferungstermine waren zu diesem Zeitpunkt die Jahre 2023, 2024 und 2025.

## Die Schiffe

### Scharhörn
Der Stapelhub der Scharhörn erfolgte im Juli 2023, im Anschluss die Überführung des Rohbaus von der Bauwerft in Klaipėda nach Deutschland zur Fertigstellung. Die Übergabe an den Auftraggeber war nach erfolgter Erprobung aufgrund verschiedener Verzögerungen beim Bau für das erste Quartal 2025 geplant. Das Schiff soll in Kiel stationiert werden. Das Schiff wurde im März 2025 getauft.

### Mellum
Die Mellum, der zweite Neubau der Klasse, soll voraussichtlich Ende 2025 an den Auftraggeber übergeben und in Wilhelmshaven stationiert werden. Im August 2024 wurde sie in Klaipėda zu Wasser gelassen. Anfang September 2024 wurde sie zur weiteren Ausrüstung nach Lemwerder geschleppt.

### Neuwerk
Die Kiellegung der Neuwerk, des dritten Schiffes erfolgte am 11. Januar 2023.  Im März 2025 wurde sie in Klaipėda zu Wasser gelassen und im Mai 2025 zur Endausrüstung nach Lemwerder geschleppt. Die Ablieferung soll Mitte 2026 erfolgen.

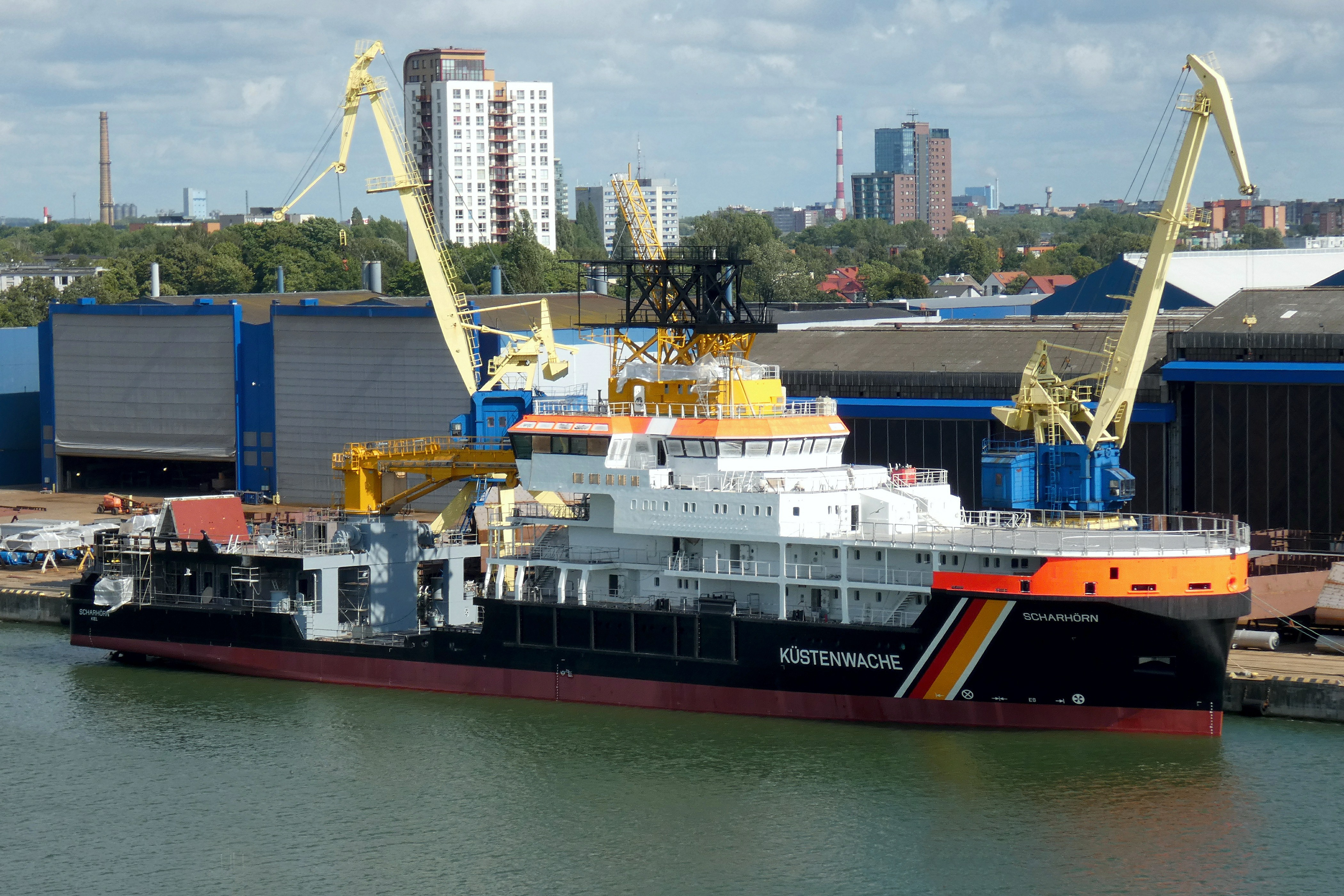
Die neue Scharhörn an der Werftpier in Klaipėda
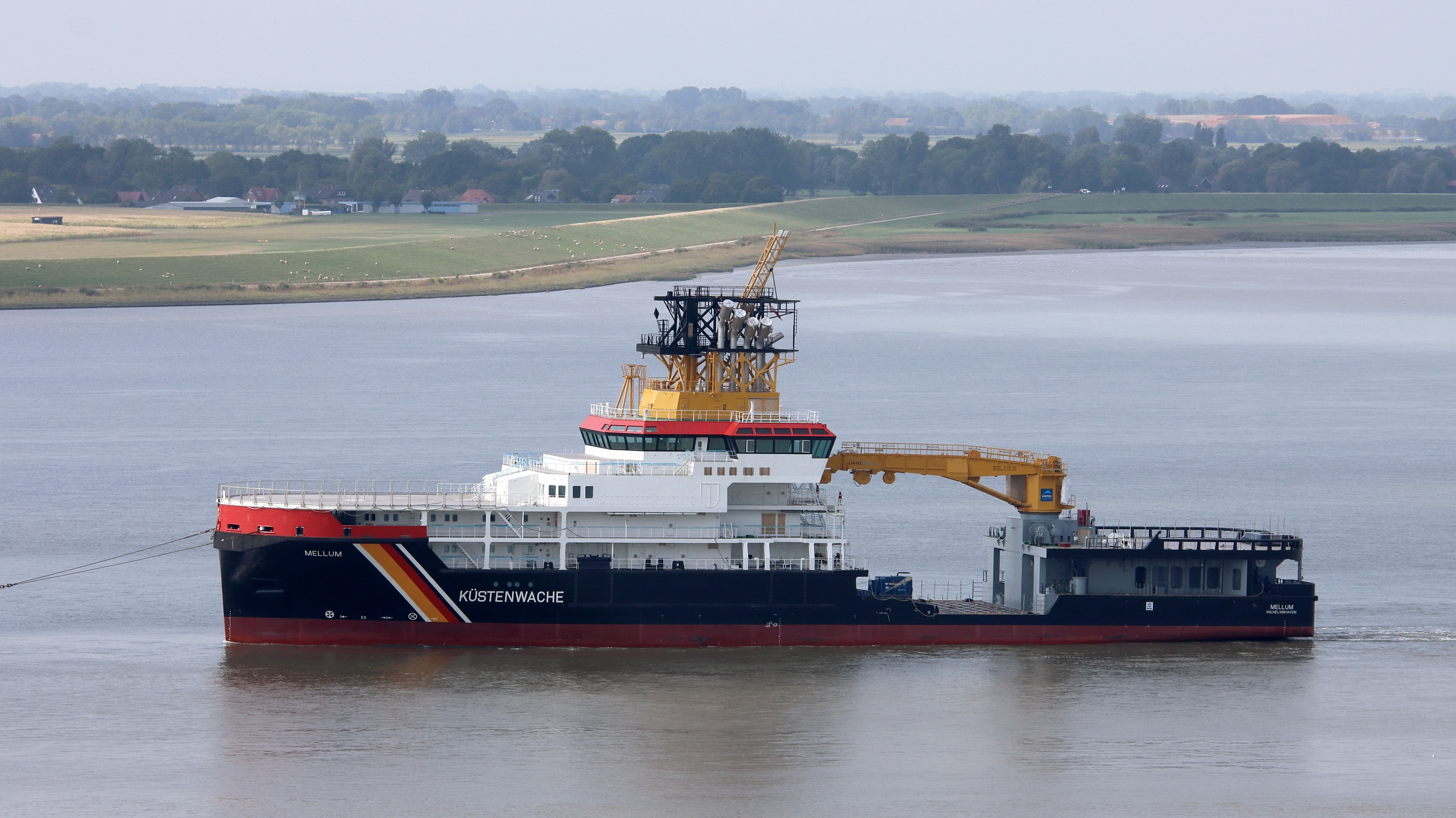
Die neue Mellum am 3. September 2024 auf dem Weg nach Lemwerder in Höhe Bremerhaven.
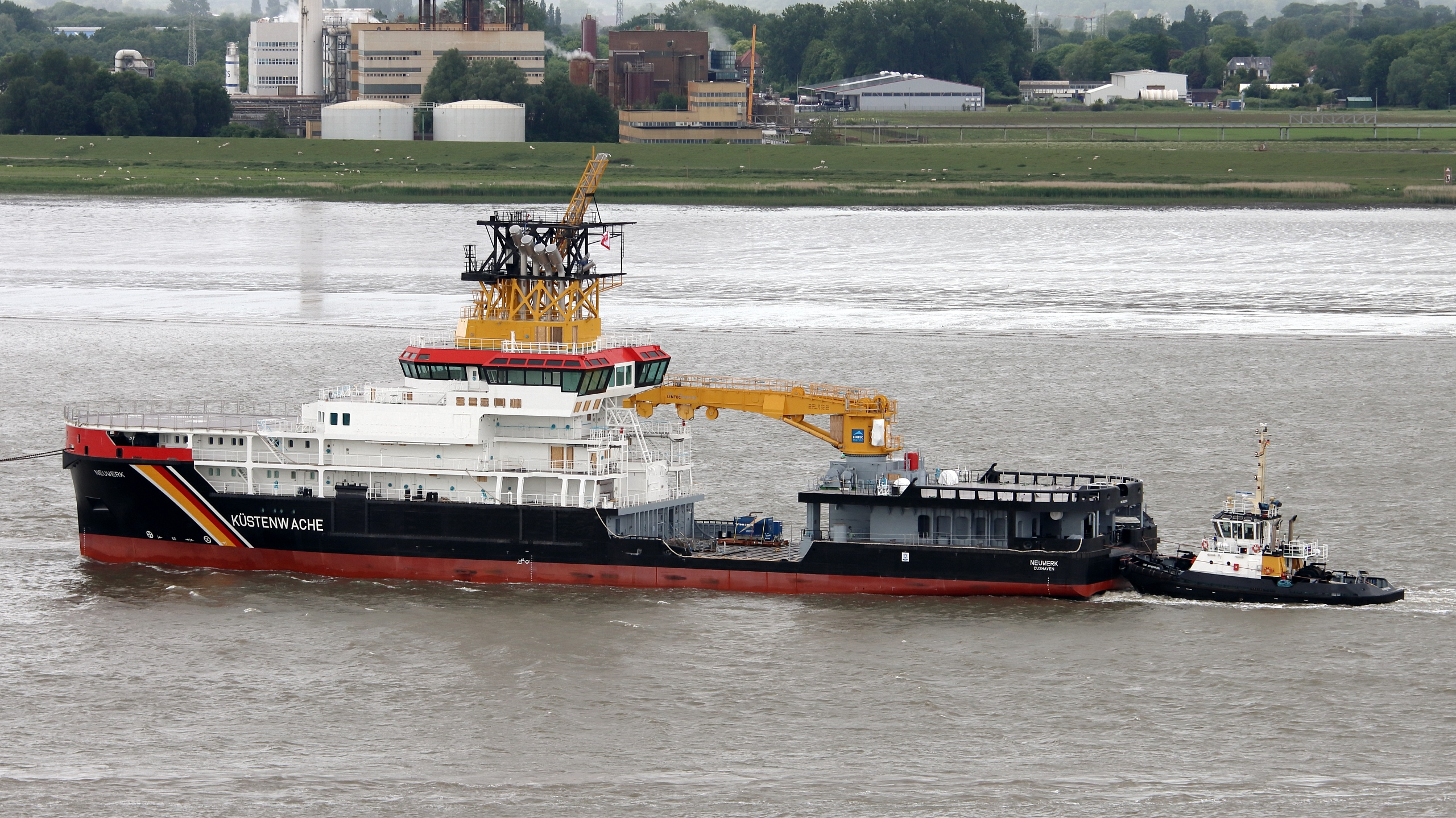
Die neue Neuwerk passiert auf ihrer Fahrt nach Lemwerder am 28. Mai 2025 Bremerhaven.